# Museu d'Història de Sant Feliu de Guíxols
El Museu d'Història de Sant Feliu de Guíxols és una institució museística de caràcter local que té l'Antic Hospital Municipal com a seu principal, juntament amb dues altres seus: la primera planta del Monestir de Sant Feliu de Guíxols i la caseta del Salvament Marítim.
Pertany a la Xarxa de Museus de la Costa Brava, a la Xarxa de Museus Marítims de la Costa Catalana, a la Xarxa territorial de Museus de les Comarques de Girona, a l'Associació de Museus Marítims de la Mediterrània i a l'Observatori del Patrimoni Etnològic i Immaterial.

## Seus

### Antic Hospital Municipal
A la primera planta de l’Antic Hospital Municipal hi ha la principal exposició permanent o de llarga durada del Museu sota el títol “Una Societat Canviant” (2023), a través de la qual s’explica com la societat de Sant Feliu de Guíxols ha anat canviant tant de model social com econòmic al llarg dels últims 150 anys (segle XVIII – segle XXI).

### Monestir de Sant Feliu de Guíxols
L’edifici del Monestir conté a la primera planta l’exposició “Guíxols: eines i creences” (2013), amb els materials del poblat ibèric ganxó, fent un recorregut per la vida quotidiana i les creences de l’època ibera; i l’exposició “El Monestir i la Vila” (2010), on es mostren les diferents evolucions i reformes que ha anat experimentant el conjunt patrimonial del Monestir amb relació a la ciutat que s’articula al seu entorn.

### Salvament Marítim
El 2003 es va inaugurar la secció del Museu d’Història dedicada al patrimoni de Salvament Marítim, a la caseta que s’emplaça al turó del Fortim o dels Guíxols. La seva singularitat rau en el fet que es tracta d’una col·lecció quasi completa d’un conjunt patrimonial únic ja que, tot i les recerques realitzades, no s'ha pogut trobar un conjunt comparable.

## Història del Museu
El Museu té com a punt de partida les troballes arqueològiques del 1903 al poblat ibèric dels Guíxols, a la pedrera del Turó del Fortim o dels Guíxols. La primera exposició d’aquestes restes materials es va dur a terme a l’Ajuntament de Sant Feliu de Guíxols durant l’any següent, el 1904. Deu anys després, l’any 1914, es va fer una segona exposició del material trobat al Fortim a la sala annexa de l'Escola d'Arts i Oficis del Monestir, edifici d'on ja no es mouria.
Es considera que el 1919 fou l'any en el qual es va constituir el Museu com a tal, consolidant-se a partir del 1920 arran de la donació d'objectes arqueològics trobats al poblat ibèric dels Ametllers de Tossa de Mar per part del Dr. Ignasi Melé. A partir d’aleshores es van anar rebent petites donacions que varen ampliar els seus fons ja que, a banda de peces arqueològiques, també es van rebre peces artístiques, tradicionals i laborals. Però, durant aquests primers anys, les col·leccions sobrevivien en espais mal condicionats.
El Museu va resistir a la Guerra civil espanyola sense ser malmès i no fou fins al 1951 que es va començar a dinamitzar amb la reubicació de les peces dins del mateix Monestir, situant-lo a la planta baixa de la seva ala nord. És llavors quan comença un període de creixement sostingut, amb reformes, restauracions i guanyant espai amb els trasllats dels locals annexos, la incorporació de noves col·leccions i la descentralització del patrimoni de salvament marítim dins de la caseta del Salvament, que permeteren al Museu anar creixent fins a l’actualitat.[7]

## Fons permanent del Museu
Les col·leccions del Museu estan formades per la riquesa que presenta el patrimoni local de Sant Feliu de Guíxols: arqueologia, indústria surera, la relació de la ciutat amb el mar, la pintura d'autors locals com Josep Albertí, l'espai dedicat a la salut, etc. A més, el fons del museu també es nodreix de la col·lecció de patrimoni de salut en l’àmbit rural.

### Patrimoni Cultural de Sant Feliu de Guíxols
Les principals línies temàtiques que es difonen a través de les col·leccions, fons i llegats del MHSFG en relació al patrimoni cultural de la ciutat es caracteritzen per una gran diversitat temàtica formada per:
- Patrimoni arqueològic. Els fons arqueològics que van significar el naixement del Museu van ser les troballes del poblat ibèric dels Guíxols (1903). Aquests fons, però, han estat ampliats al llarg del temps a través de la donació dels materials de la vil·la romana dels Ametllers (Tossa de Mar) i també a partir de l’ingrés de nous materials arqueològics – encara avui en dia – procedents de diferents indrets del Baix Empordà i la Selva, fruit sobretot de les intervencions i actuacions preventives.
- Patrimoni etnogràfic. Al llarg dels últims anys ha sorgit un interès per documentar les activitats lligades a la tradició i l’economia de la població ganxona: els oficis – especialment aquells relacionats amb la pesca i el mar –, la indústria del suro, el món de la sanitat i, més recentment, el turisme. A partir d’aleshores el Museu ha anat potenciant l’ingrés de peces com màquines industrials, mobiliari o estris domèstics de diferents èpoques; conformat un fons etnogràfic que mostra el treball i la vida quotidiana dels avantpassats, propers i llunyans.
- Patrimoni de salvament marítim. Patrimoni que prové de la caseta del Salvament – tant l’immoble com els més de 150 béns associats van ingressar al fons del Museu al 1994 – i que permet explicar el funcionament d’una estació de salvament marítim a finals del segle xix. En destaquen, per exemple, el bot del model anglès Beeching-Peake, un carro varador, el canó llançacaps Dawson i projectils, la rampa llançacoets Spandau, fanals, rems, pals, anclots, cordatges, galledes, cadenes, etc.
- Patrimoni artístic. El fons d’art del Museu presenta tres blocs principals: el primer correspon a l’art religiós, el segon, a la col·lecció de caixes de mariner i el tercer, a obres d’artistes locals, fonamentalment de pintura i dibuix. A més d’aquest conjunt d’obres d’art, el Museu també compta des de 1992 amb el llegat que va deixar el pintor Josep Albertí, amb més de 232 obres registrades.
- Patrimoni numismàtic. La col·lecció numismàtica, dedicada als diners i medallons, de Joan Vilaret i Monfort (Sant Feliu de Guíxols 1926 – Barcelona 2015) va ingressar en el fons del Museu d’Història a l’any 2017. Aquesta està formada per un total de 2.917 monedes amb un abast cronològic que va des del 601 dC fins al segle XV. La part més rellevant de la col·lecció la formen les sèries de la moneda catalana i dels estats políticament vinculats a Catalunya: Llenguadoc i Provença a l’Occitània i tots els estats que integraven la Corona Catalano-Aragonesa.

### Patrimoni en l'àmbit de la Salut
A més de les col·leccions de patrimoni local, el Museu també compta amb el fons del metge rural. Pau Casals i Montserrat Castells van fer una donació l’any 2002 d’un conjunt d’objectes mèdics i personals que pertanyien al Dr. Martí Casals Echegaray. Aquesta col·lecció esdevé el conjunt patrimonial a partir del qual es conforma una visió etnogràfica en l’àmbit de la salut, descrivint el món de la sanitat d’uns temps no gaire llunyans i els aspectes de la vida quotidiana que hi tenien relació.
La col·lecció conté peces de tipus instrumental mèdic de campanya sobre diferents especialitats i prospectes amb els quals es documenta la procedència i la data dels pacients, material que escenografia el despatx de consulta i també els mitjans de desplaçament per afrontar tot tipus d’emergència, formant un conjunt representatiu de l’activitat del metge rural. El metge, en aquests context, era un personatge que havia de desplaçar-se per un territori ampli i mal comunicat de les zones rurals, carregat amb els estris que podia necessitar en cas d’emergència o complicació: reduir una fractura, fer una punció lumbar, resoldre un part complicat o practicar una petita intervenció.